# Kabinettskammarherre
Kabinettskammarherre är en manlig medlem av ett hov med uppgift att tjänstgöra i en furstlig persons omedelbara närhet. 

## Historik
Kabinettskammarherre är en tjänsteman med generalmajors rang och har till uppgift att vara till tjänst vid det kungliga eller det kejserliga kabinettet.

### Tjänstgörande kabinettskammarherrar i Sverige
| Namn             | Titel                                                     | Född | Utnämnd | Anmärkning |
| ---------------- | --------------------------------------------------------- | ---- | ------- | ---------- |
| Stefan Forsberg  | musikdirektör och konserthuschef                          | 1961 | 2009    |            |
| Peter Gudmundson | professor och f.d. rektor vid Kungliga Tekniska Högskolan | 1955 | 2011    |            |
| Lars Amréus      | museichef                                                 | 1964 | 2018    |            |
| Carl Folke       | professor                                                 | 1955 | 2018    |            |